# Monastère de la Sainte-Trinité de Tioumen
Pour les articles homonymes, voir Monastère de la Sainte-Trinité.
Le monastère de la Sainte-Trinité de Tioumen (en russe : Свято-Троицкий монастырь), jusqu'en 1715 appelé monastère de la Transfiguration du Sauveur, est un des ensembles les plus anciens de Sibérie encore actuellement en activité au sein de l'orthodoxie dans la ville de Tioumen (10, rue Communiste). Il est situé sur un promontoire de la rive droite de la rivière Toura, à côté de l'université d'architecture et de construction de Tioumen. Fondé en 1616, il a été restauré en 1995. 

## Histoire

### Période du monastère de la Transfiguration
En 1621, le monastère est fondé par un moine de Kazan du monastère de la Mère-de-Dieu de Raïfa, après autorisation du voïvode de Kazan.
Mais ce premier monastère ne possédait même pas d'église à ses débuts.
En juillet 1621, Abraham de Rostov Veliki est nommé higoumène du monastère; Johan Likhariov, moine du Monastère de Kirillo-Belozersky, est chargé des constructions nécessaires; le starets Onoufi du Monastère Saint-Antoine (Novgorod) est chargé de la gestion journalière et des approvisionnements. Ils prennent en main la construction de l'église du monastère, de cellules pour les moines et d'autres bâtiments. En 1622, l'église est sous toit et elle est consacrée au nom de la Transfiguration. Une charte du tsar Michel Ier du 25 janvier 1622 accorde au monastère les droits et autorisations nécessaires pour couvrir ses besoins matériels (droits de pêche).
En 1622, sous le voïvode Procope Khrisanfovitche Ismaïlov, se succèdent de grands travaux au monastère et dans la ville de Tioumen aux édifices suivants :
- sur le territoire du kremlin de Tioumen —
  - la cathédrale de la nativité de la Vierge
  - l'église paroissiale de la Dormition (au nom de Nicolas le thaumaturge et Théodore le Stratilate) ;
- sur le territoire urbain —
  - Église Saint-Sauveur de Tioumen,
  - Église Mikhaïl Archange de Tioumen et de Saint-Michel Maleïnos avec des chapelles au nom de Zosime et Savvata
  - Monastère d'Ilinski de Tioumen et l'église du prophète Élie, avec des chapelles au nom de Boris et Gleb, et de Flore et Laure.

### Période du monastère de la Trinité

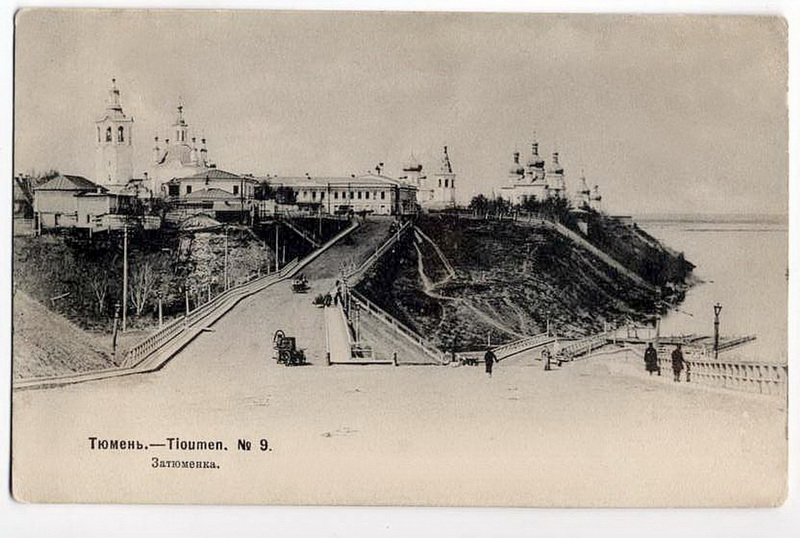
Le promontoire de Tioumen au début du XX s.

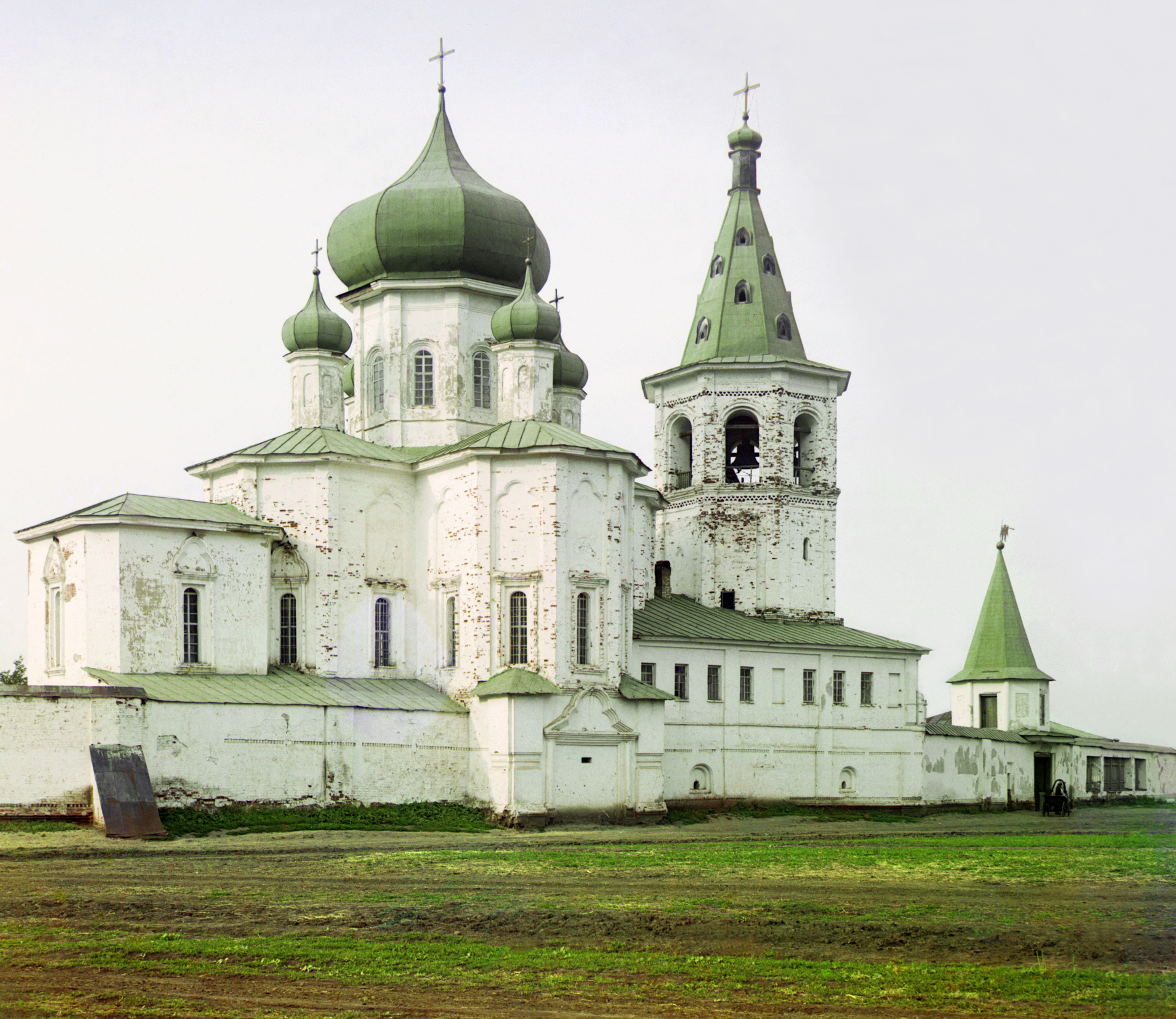
L'église des apôtres Pierre et Paul. Photo de Sergueï Prokoudine-Gorski, 1912

En juillet 1705 à la suite d'un gigantesque incendie, toute la ville a brûlé à l'exception de la prison et de l'église en pierre de l'Annonciation. L'église de la Transfiguration du Sauveur brûle elle aussi. Tioumen n'était pas dans la liste des villes dans lesquelles les constructions en pierre étaient autorisées, mais en 1706 le métropolite Filofei Lechtchinski sollicite de Pierre Ier le Grand l'autorisation de construire à Tioumen dans l'enceinte du monastère de la Transfiguration, et il obtient cette autorisation.
La cathédrale est construite en pierre entre 1708 et 1715, dont les quatre dernières années sous la supervision de F. Lechtchinski. Le 3 juin 1715, elle est consacrée comme cathédrale de la Trinité du monastère que l'on commença alors à appeler également de la Trinité et plus de la Transfiguration. L'église devient le troisième édifice en pierre de Tioumen, après le bâtiment du trésor public, construit en 1702, et l'église de l'Annonciation de Tioumen, construite en 1704.

### Période post-révolutionnaire
En janvier 1923, à la suite de l'installation qui datait d'août 1918, du Commissariat populaire à la justice (Narkomioust), le monastère est fermé. La rue dans laquelle il se situe est rebaptisée rue Communiste. En 1922, les archives de la province sont entreposées dans le monastère, puis elles sont déplacées à l'église Saint-Sauveur de Tioumen. En décembre 1929, le monastère est remis aux autorités pour y abriter des institutions culturelles et communautaires. Sur décision du Parti communiste, au début de l'année 1930, la tombe de Filofei Lechtchinski est détruite et ses restes sont transférés au musée antireligieux de Tioumen, installé dans la cathédrale de l'Annonciation de Tioumen (elle-même détruite par le pouvoir soviétique le 13 et 14 juin 1932). En septembre 1941 le monastère est transféré à la garnison militaire de Tioumen.

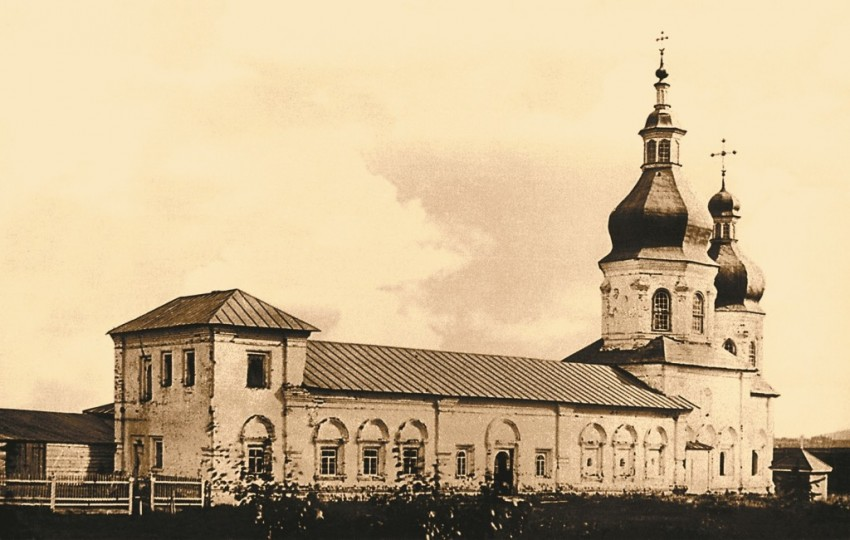
Église des Quarante martyrs (anciennement de Zosime et Savva) fin du XIX s

 En 1946, est prise la décision de construire sur le site du monastère des installations de nettoyage. L'église des Quarante martyrs est démolie ainsi que la maison-église du métropolite Filofei en l'honneur de l'icône de Bogolioubovo de la Mère de Dieu . La destruction complète du monastère a été empêchée en mai 1947 par la publication de la décision du Conseil des ministres de l'Union soviétique № 389 « sur la préservation du patrimoine architectural », qui est applicable au monastère de la Trinité. L'état de conservation du monastère a fait l'objet d'une décision du Conseil des ministres d'URSS du 22 mai 1948 № 503. En 1949, et durant les années 1950, l'Oblast de Tioumen a décidé de procéder à des restaurations très importantes au monastère. Par décision du Conseil des ministres du 30 août 1960 № 1327, le monastère a été déclaré monument d'importance nationale et en avril de la même année il a été transféré à la compétence du ministère de la culture de l'oblast de Tioumen .
En 1995, pour la première fois depuis la fermeture du monastère est nommé un archimandrite (Tikhon). Le 11 décembre 1996, débute le transfert officiel de la propriété de la cathédrale de la Trinité et des écoles de celle-ci à l'éparchie de Tobolsk et de Tioumen. Le jour de la Pentecôte, le 15 juin 2003, se déroule le premier office religieux dans la cathédrale rénovée. En décembre 1997 est consacré le séminaire orthodoxe de Tioumen pour lequel un nouveau bâtiment a été par la suite construit en 2006 devant le monastère. La même année 2006, lors de la restauration de l'église de l'Ascension et Saint-Georges à Tioumen sont ramenés à la cathédrale de la Trinité les reliques de saint Filofei Lechtchinski.

## Architecture

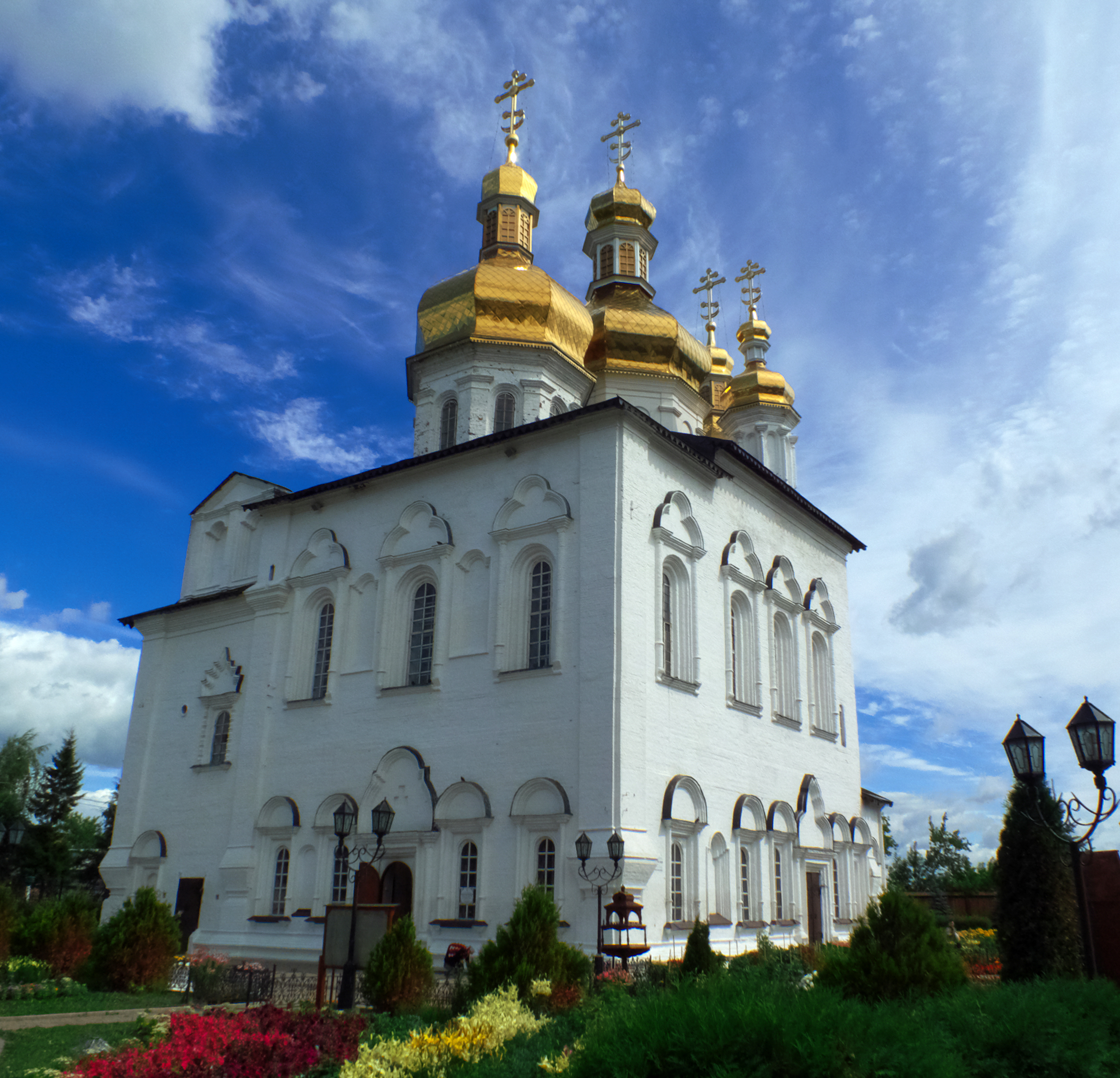
Cathédrale de la Trinité à Tioumen

Le monastère de la Trinité comprend les principaux types d'églises de son époque, savoir : le cube traditionnel du baroque sibérien comme celui de la cathédrale de la Trinité, le style rectangulaire en forme de réfectoire (l'église des Quarante Martyrs) et le style en forme de croix inscrite (église Saint Pierre et Paul).

### La cathédrale de la Trinité

Cathédrale de la Trinité

En même temps que son attrait pour les formes monumentales cubiques la cathédrale de la Trinité révèle une égale attirance pour le « baroque ukrainien » : à l'ascétisme et au laconisme de ses volumes cubiques elle confronte une décoration de façade d'origine baroque. À ce sujet, B. A. Joutchenko, émet l'hypothèse que ce serait un architecte de Tobolsk, Matveï Maksimov, qui aurait commencé les travaux et qu'un maître ukrainien les aurait terminés. Le slaviste américain William Craft Brumfield voit dans la cathédrale des réminiscences de la forme des stūpas de l'architecture bouddhiste de l'Asie du Sud-Est.
En 2005 durant la restauration sont apparus des changements les plus importants de son histoire dans l'apparence du monastère : les coupoles ont été recouvertes de substituts de dorure en nitrure de titane, ce qui a influencé négativement l'apparence austère de l'édifice.

### Église Pierre et Paul

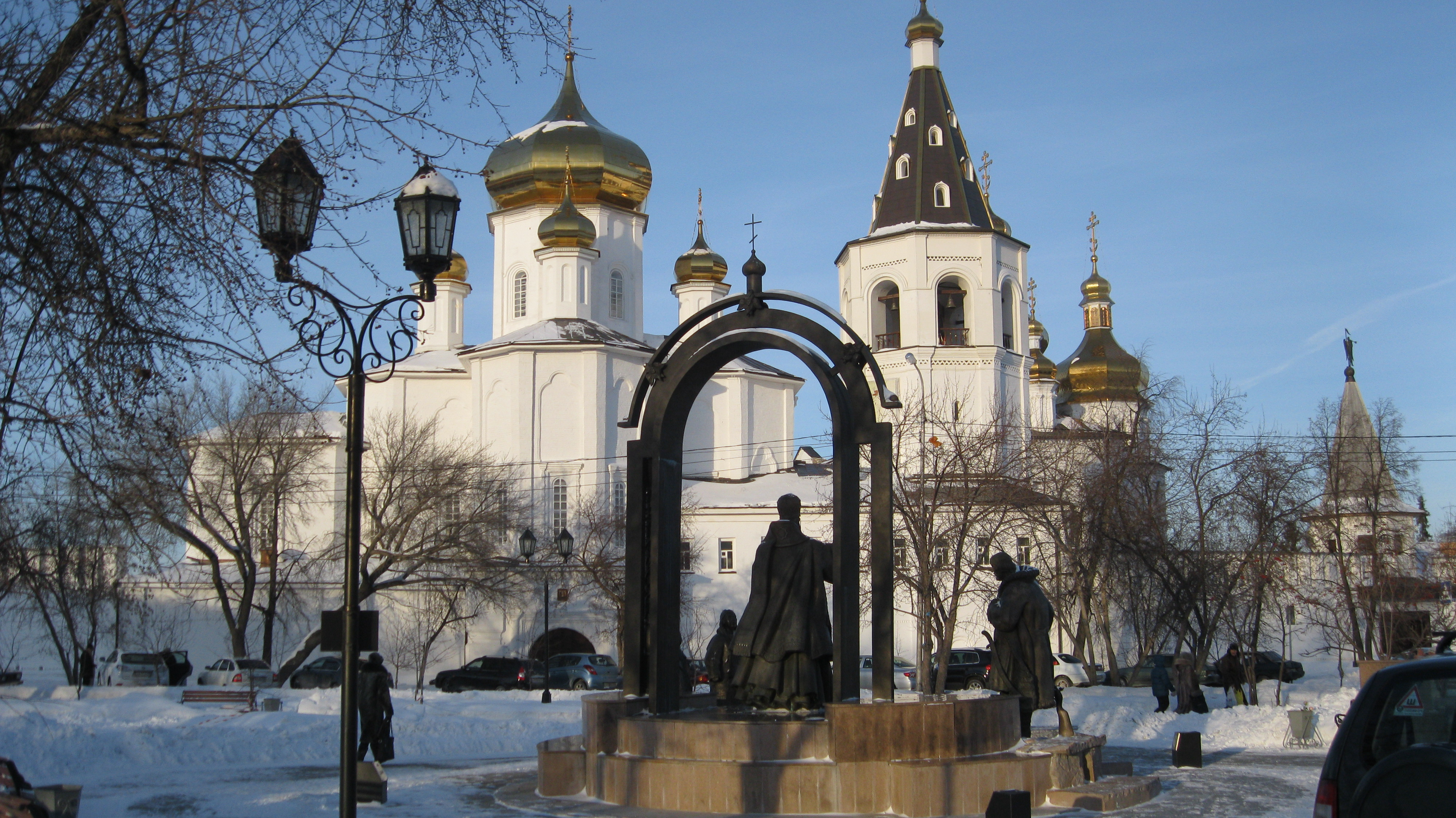
Église des apôtres Pierre et Paul

Le plan en forme de croix de cette église provient de l'architecture ukrainienne de la fin du XVIIe siècle. Victor Kotchedamov estime que le modèle de ce type d'église est La cathédrale Saint Georges (1701 ) à Kiev au monastère Saint-Michel-de-Vydoubitch . B. A. Khoutechenko estime quant à lui que c'est une variante de l'église de tous les saints de la Laure des Grottes de Kiev. L'église possède un clocher en forme de tente typique des constructions en Russie jusqu'à l'époque de Pierre Ier le Grand.

## Personnalités
- Le métropolite de Sibérie et de Tobolsk, saint Filofei Lechtchinski a prononcé ses vœux monastiques en 1711 au monastère de la Trinité et pris le nom de Théodore. Après son départ à la retraite en 1720 le moine Théodore vécut encore dans le monastère et y mourut le 31 mai 1727. Il est enterré en face de la porte ouest de la cathédrale , « pour que <…> les passants piétinent la poussière en passant sur lui ».
- En 1746 le botaniste et explorateur allemand Georg Wilhelm Steller est enterré au-delà de la clôture du monastère. Selon la tradition luthérienne il ne pouvait être enterré dans le cimetière orthodoxe même[15].